# Alenka Pinterič
Alenka Pinterič, slovenska pevka in filmska igralka, * 23. julij 1948, Maribor.
Alenka Pinterič je bila rojena v glasbeni družini. Starša sta kmalu opazila hčerino izjemno muzikalnost in jo pričela usmerjati v svet glasbe. Kot šestletnica je tako začela obiskovati glasbeno pripravnico, spoznavati solfeggio ter se učiti igranja klavirja in violine. Njena velika ljubezen je bil tudi balet, zato jo je oče večkrat peljal v Ljubljansko Opero in Balet na baletne in operne predstave. Njeni prvi glasbeni spomini so tako povezani z arijami  iz opere Madame Buterfly in baletom Vrag na vasi, pa tudi s sobotnimi plesi v Kranjski Gori, kjer je oče igral kot violinist v plesnem ansamblu. Do svojega enajstega leta je živela na Jesenicah, zatem pa se je družina preselila v Maribor. V Mariboru se ni imela več namena ukvarjati z glasbo, a se ji je s prihodom skupine The Beatles, ki je postala tudi njen vzornik pri kasnejšem glasbenem ustvarjanju, želja po glasbenem ustvarjanju ponovno obudila. Najprej je ustanovila dekliški kvartet z imenom The Chains, ki so prepevale pesmi Beatlov ob spremljavi ansambla Korali. Dekleta so blestela na odrih Hale C v Mariboru, Narodnega doma v Celju, Hale Tivoli v Ljubljani in drugih pomembnejših dvoranah po Sloveniji.
The Beatles so Alenko tako prevzeli da ni več hotela nadaljevati klasičnega šolanja solo petja, opustila je igranje violine in se z velikim navdušenjem posvetila igranju kitare, ki je ostala Alenkina spremljevalka do konca njene glasbene kariere. Po razpadu skupine The Chains je Alenka, ki je bila zaprisežena Beatnica začela svojo solistično kariero Beat pevke s kitaro, tudi ob spremljavi raznih »štromarskih« ansamblov, ki so jo spremljali na njenih nastopih. Na enem takšnih nastopov so ji opazili iskalci talentov iz RTV Ljubljana in jo povabili na prireditev  »Pokaži kaj znaš« v Ljubljanski Filharmoniji. Publika je bila nad njenim petjem navdušena, prav tako pa tudi, tedaj že uveljavljeni komponisti, kot so Jože Privšek, Mojmir Sepe, Jure Robežnik, ki so pisali zanjo  iskrive skladbice v maniri Beata. Leta 1966 je prvič nastopila na festivalu Slovenska popevka, kjer je odpela dve pesmi Do petih in do šestih ter Dve brzojavki. Istega leta je na prestižnem jugoslovanskem Opatijskem festivalu osvojila nagrado strokovne žirije s pesmijo Kadar pride dež. Ta nagrada ji je odprla pot na Jugoslovanski glasbeni trg, kjer je veljala za pionirko novega glasbenega žanra beata. Vabili so jo na vse pomembnejše festivale bivše skupne države: Beogradsko proleče, Vaš šlager sezone, Opatijski festival, Festival zabavne muzike Zagreb, Festival Sarajevo, Festival Skopje itd. Kljub veliki glasbeni angažiranosti in popularnosti je maturirala na I. gimnaziji Maribor in dokončala  glasbeno šolanje. Kar nekaj let je bila zvezda in kraljica Beata v hrvaškem, bosanskem in srbskem glasbenem prostoru. Beograjska revija Džuboks ji je podelila prvo mesto med  takratnimi velikimi imeni Jugoslovanke glasbe kot so Tereza Kesovija, Lola Novaković, Gabi Novak, Arsen Dedić in drugi. Takratni »bog« POP glasbe Djordje Marjanović jo je povabil s sabo na turnejo po Sovjetski Zvezi, a so jo po desetih dneh nastopanja odslovili, ker je bila za tiste kraje preveč »Pro-Zahodna«. Kljub temu pa so jo vabili na odmevne glasbene prireditve na Poljskem, v Češkoslovaški in Bolgariji. Nastopala  je na vseh jugoslovanskih festivalih zabavne glasbe in stadionskih koncertih, od katerih ji je ostal v trajnem spominu nastop na Tašmajdanu – Beograd, kjer je popolnoma zasenčila celo tedanjo največjo zvezdo Pop Glasbe Rito Pavone.
Alenka je redno nastopala tudi na vseh pomembnejših slovenskih festivalih, kot so Slovenska popevka, Vesela jesen itd. Udeležila se je tudi World Song festivala Seul 79/ Južna Koreja ,kjer je prejela nagrado za najboljši nastop in interpretacijo. Istega leta je  nastopila je tudi v Portoriku / ZDA, na »Festivalo de la voz i la cansion«, kjer se je med množico tekmovalcev prebila v super finale. 
Leta 2012 je bila Alenka Pinterič, kot edina vokalistka iz Evrope, izbrana na ameriškem natečaju, v okviru katerega so dve leti po svetovnem spletu iskali najbolj izvirne izvajalce priredb, ki so izbranim jazz in blues skladbam vdahnili svoj pečat. Alenka Pinterič je v tekmovalnem delu zapela skladbi Let Me Sing The Blues in You've Shocked Me, v zabavnem programu pa This Is A Man's World in I' Love You More Than You'll Ever Know. Publiko je njen nastop izjemno navdušil, zato je za dodatek odpela še skladbo This Is My Life. Za svoj nastop je prejela priznanje za najboljšo interpretacijo in najbolj izstopajoč nastop.
Alenka Pinterič je s svojim občutkom za beat, soul in jazz obogatila glasbeno produkcijo 60, 70, 80 in 90 v slovenskem glasbenem prostoru. Velik je njen prispevek k Slovenskemu šansonu s pesmimi kot so Samota , Šmarnica , Ko sva skupaj , Kolodvorska restavracija idr. Nastopala pa je tudi v produkcijah SNG  Maribor v operetah in muzikalih Vesela vdova , My Fair Lady, Netopir, Princeska vrtoglavka, Goslač na strehi, Kneginja čardaša, Dežela smehljaja, Človek iz la Manche, itn. Gostovala je v vseh pomembnejših TV oddajah širom bivše skupne države in v Sloveniji. Svojo glasbeno kariero je zaključila z avtorsko mono komedijo »Čuj, zašpilaj mi blues« in posnela samostojni CD. Vsestransko umetnico, kot je Alenka Pinterič, so Slovenci lahko spoznali tudi kot uspešno slikarko ( več samostojnih razstav), avtorico glasbe, tekstopisko, kolumnistko in ne nazadnje tudi kot pisateljico. Svoje življenje in glasbeno pot, je na humoren  način opisala v svoji avtobiografski knjigi » The Beatles, Tito in jaz«, ki je izšla leta 2006. V uvodniku njene avtobiografije, je Mojmir Sepe zapisal: »razvila se je v pevko, katere interpretacije so odslikavale njen značaj, njeno močno osebnost, prežeto s patriotizmom in svetovljanstvom hkrati. Pela je z odprtim, jasnim glasom in nikoli si ni dovolila, da bi zabredla v polovičarstvo, modno epigonstvo, razna mazaštva in tehnične nedoslednosti«.

## Festivalski nastopi

### Slovenska popevka
- Do petih in do šestih (glasba J. Privšek, besedilo M. Lindič, aranžma J. Privšek), Ljubljana 1966
- Dve brzojavki (glasba J. Robežnik, besedilo G. Strniša, aranžma G. Strniša), Ljubljana 1966
- Gobice ( glasba M. Sepe, besedilo G. Strniša, aranžma M. Sepe), Ljubljana 1967
- Mini ( glasba J. Privšek, besedilo G. Strniša, aranžma J. privšek), Ljubljana 1967 – 3. mesto, nagrada strokovne žirije
- Daleč nekje (glasba I. Habbe, besedilo P. Ajdič, aranžma J. Privšek), Ljubljana 1968
- Hanibal (glasba J. Privšek, besedilo M. Košuta, aranžma J. privšek), Ljubljana 1968
- Vsepovsod mi je lepo (glasba D.Tozon, besedilo M.Tozon, aranžma J. Robežnik), Ljubljana 1969 - 3. mesto, nagrada publike
- Nežnosti (glasba A.Soss, besedilo E. Budau, aranžma A. Soss), Ljubljana 1970
- Ne morem te ljubiti ( glasba Đ.Novković, besedilo D. velkaverh, aranžma J. privšek), Ljubljana 1971
- Star Kovanec ( glasba A. Soss, besedilo B. Šomen, aranžma A. Soss), Ljubljana 1972
- On (glasba A.pinterič, besedilo B.Šomen, aranžma D. Žgur), Ljubljana 1973
- Ljubljana v megli ( glasba V.Repinc, besedilo D. Repinc, aranžma B. Adamič), Ljubljana 1974
- Lutke (glasba A. Soss, besedilo B. Šomen, aranžma A. Soss) Alenka Pinterič/ Lidija Kodrič, Ljubljana 1975 – 3. mesto, nagrada mednarodne strokovne žirije
- Makovo zrno (glasba G. koprov, besedilo B.Šomen, aranžma J. Gregorc), Ljubljana 1976 – proglašena za najbolj moderno skladbo festivala
- Nora zgodba  (glasba M. Ferlež, besedilo E. Budau, aranžma M. ferlež), Ljubljana 1977
- Velike besede ( glaba J. Lorbek, besedilo E. Budau, aranžma J. Gregorc), Celje 1978 – 3. mesto, nagrada mednarodne strokovne žirije, nagrada za najboljši aranžma
- Nepoznani  ( glasba J. Golob, besedilo E. Budau, aranžma J. Golob), Ljubljana 1979

### Vesela jesen
- Ključ sveta  ( glasba B. Rodošek, besedilo V.Gajšek, aranžma B. Rodošek), Maribor 1970 - 1. nagrada strokovne žirije, zlati klopotec za besedilo, najboljši aranžma
- Teta iz Amerike  (glasba J.M.Turnšek. besedilo J.M. Turnšek, aranžma T. Habe)
- Meni je vseeno ( glasba M.Cilenšek, besedilo M. Cilenšek, aranžma B. Rodošek), Maribor 1973
- Ključek  ( glasba S.Mihelčič, besedilo R. Kokalj, aranžma J. Privšek), Maribor 1974
- So pač koline ( glasba R. Lah, besedilo B. Mohorko, aranžma E. Holnthaner), Maribor 1975
- Gorjanci  (glasba S.Mihelčič, besedilo T. Gašperič, aranžma J. Robežnik), Maribor 1976
- Belokranjska mati ( glasba S. Mihelčič, besedilo T. Gašperič, J. Golob), Maribor 1977
- Krašovc  (glasba A. Kersnik, besedilo M. Krapež, aranžma J. Golob), Maribor 1978 - Zlati klopotec, nagrada za najboljše besedilo
- Trimarija  ( glasba J. Mali, besedilo M. Slana, aranžma W. Ussar), Maribor 1979
- Če prava je lubiezen  ( glasba F. Šegovc, besedilo M. Stare, aranžma E. Holnthaner), Maribor 1980

### Beogradsko proleće
- Ne (A. Korač), Beograd  1967

### Festival Vaš šlager sezone
- Ne, ne idi  ( J. Marič), Sarajevo, 1968
- Bar malo ljubavi mi daj  ( E. King), Sarajevo, 1969
- Ne plači sad kad znaš  (P. Kantardžiev), Sarajevo, 1970

### Opatijski festival
- Kadar pride Dež, Alenka Pinterič in Berta Ambrož (glasba J. Privšek, besedilo M. Košuta, aranžma J. Privšek) 1966
- Kdor seje veter, Alenka Pinterič in Berta Ambrož (glasba J. Privšek, besedilo M. Košuta, aranžma J. Privšek) 1967
- Bil je soldat, Alenka Pinterič in Majda Sepe, (glasba M. Sepe, besedilo S. Rozman, aranžma M. Sepe)
- Vojvoda, Alenka Pinterič in Bele vrane, (glasba J. Robežnik, besedilo D. Velkaverh, aranžma J. Robežnik) 1970
- Ljubimcev noč, Alenka Pinterič, (glasba J.Gregorc, besedilo D. Velkaverh, aranžma J. Gregorc)

### Festival Pesma leta
- Lutam i tražim, Alenka Pinterič, (glasba D. Novković) 1968

## Diskografija

### Samostojne plošče, kasete, CD:
- PGP RTB, Alenka Pinterič, MICHELLE (EP 50269, Vinyl, 7", EP), Jugoslavija 1966

- PGP RTB, Alenka Pinterič, HANIBAL  (EP 50327, Vinyl, 7", EP), Jugoslavija 1968
- JUGOTON, Alenka Pinterič, MODRO MORE / SVE SAM POKUŠALA DA TE ZAVOLIM (Vinyl- Single, Jugoslavija 1970
- PGP RTB, Alenka Pinterič, LUTAM I TRAŽIM (1968 – 1970), Pesma leta 68, Jugoslavija 1970
- HELIDON, Alenka Pinterič & Slavija 5, TETA IZ AMERIKE, Vesela jesen 72, (FSP 5-059, Vinyl, 7", 45 RPM, Single), Jugoslavija 1972
- HELIDON, Alenka Pinterič, VOZIJO SENO, DOLGOLASI FANT IZ LIVERPOOLA (FSP5-076, Vinyl, 7", 45 RPM, Single, Stereo, Mono), Jugoslavija 1973
- PGP RTB, Alenka Pinterič, MAVRICA/VOZIJO SENO ( SF 52607, Vinyl, 7", Single), Jugoslavija 1974
- RTV LJUBLJANA, Alenka Pinterič, NORA ZGODBA (SD 0147, Vinyl, 7", 45 RPM, Stereo), Jugodlavija 1977
- ZKP RTVL , Alenka Pinterič (LP, Album) – LD – 0674, Jugoslavija, 1981
- ZKP RTVL, Alenka Pinterič (Cass, Album) – KD- 0671, Jugoslavija, 1981
- ZKP RTVS, Alenka Pinterič, ŠTAJERSKA LADY (DD 0339, CD, Comp), Slovenija 1996
- ZKP RTVS, Alenka Pinterič, ŠTAJERSKA LADY (KD 2412, Cass, Comp),Slovenija 1997
- ZPPK – ZPPK CD 001, Alenka Pinterič (CD, Album),Slovenija 2004

### Kompilacijske plošče, kasete, CD:
- JUGOTON, Alenka Pinterič, DO PETIH IN DO ŠESTIH Kompilacija Vinyl, razni izvajlci ,Slovenska popevka 66 (EPY- 3684), Jugoslavija 1966

- PGP RTB, Alenka Pinterič, KADAR PTIDE DEŽ, Melodije Opatije 2, razni izvajalci, (EP 50918), Jugoslavija 1966

- GALUS MK, Alenka Pinterič, MINI , GOBICE, Slovenska popevka 67, razni izvajalci, (LP – 33, Vinyl, LP, 10", Compilation), Jugoslavija 1967
- PGP RTB Beograd , Alenka Pinterič, NE,  Kompilacija LP ,Beogradsko proleće 67, razni izvajalci(EP 50964),  Jugoslavija 1967
- PGP RTB, Alenka Pinterič, LUTAM I TRAŽIM , Pesma leta 68, razni izvajalci ( LP 538, Vinyl, LP, 10", Album, Reissue, Mono, 4th Issue ), Jugoslavija 1968
- JUGOTON, Alenka Pinterič & Mladi Levi, VSEPOVSOD MI JE LEPO, Slovenska popevka 69, razni izvajalci, (LPVY- 777), Jugoslavija 1969
- RTV Ljubljana, Alenka Pinterič, TO JE MOJ FANT, Slovenski Top – Pops, razni izvajalci (Z 3/70, Cassette, Mono), Jugoslavija 1970
- HELIDON (LP, Album), Alenka Pinterič, NE MOREM TE VEČ LJUBITI, Slovenska popevka 71, razni izvajalci, (FLP 05-003, FLP05-003), Jugoslavija 1971
- RTV Ljubljana (Cass, Comp, Mono), Alenka Pinterič, NE MOREM TE VEČ LJUBITI, Slovenska popevka 71, razni izvajalci, (013), Jugoslavija 1971
- RTV Ljubljana, (Cass, Comp, Stereo), Alenka Pinterič, TETA IZ AMERIKE, Popevka Vesele jeseni 72, Jugoslavija 1973
- RTV Ljubljana, (LP 1015), Alenka Pinterič, MENI JE VSEENO, Popevka Vesele jeseni 73, razni izvajalci, Jugoslavija 1973
- RTV Ljubljana, (Cass,Comp), Alenka Pinterič, MENI JE VSEENO, Popevka Vesele jeseni 73, razni izvajalci, Jugoslavija 1973
- RTV Ljubljana, (LP, Comp), Alenka Pinterič, KLJUČEK , Vesela jesen 74, razni izvajalci (LP-1070, LP 1070), Jugoslavija 1974
- RTV Ljubljana, (Cass, Comp, Ora), Alenka Pinterič, KLJUČEK, Vesela jesen74, razni izvajalci (210), Jugoslavija 1975
- RTV Ljubljana, (Cass, Gre), Alenka Pinterič, KLJUČEK, Vesela jesen74, razni izvajalci (210), Jugoslavija 1975
- RTV Ljubljana, (Cass, Album), Alenka Pinterič, SO PAČ KOLINE , Popevka Vesele jeseni 75, razni izvajalci, (250), Jugoslavija 1975
- RTV Ljubljana, (LP, Album, Gat), Alenka Pinterič, SO PAČ KOLINE , Popevka Vesele jeseni 75, razni izvajalci, (LP 1099), Jugoslavija 1975
- RTV Ljubljana, (LP), Alenka Pinterič, LUTKE, Slovenska Popevka75, razni izvajalci,(LP 1088), Jugoslavija 1975
- RTV Ljubljana, (Cass, Album), Alenka Pinterič, LUTKE, Slovenska Popevka75, razni izvajalci, (233), Jugoslavija 1975
- RTV Ljubljana, (Cass, Comp, Stereo), Alenka Pinterič, MAKOVO ZRNO, Slovenska popevka 76, razni izvajalci, Jugoslavija 1976
- RTV Ljubljana, (KD 0318), Alenka Pinterič, NORA ZGODBA, Slovenska popevka 77, razni izvajalci, Jugoslavija 1977
- RTV Ljubljana (KD 0503, Cass, Comp), Alenka Pinterič, MINI-MAXI, Najlepše slovenske popevke vseh časov, razni izvajalci, Jugoslavija 1978
- RTV Ljubljana, (KD 0411, Cass, Comp), Alenka Pinterič,  TRAVA ZNOVA ZELENI, Sreča na vrvici in drugi uspehi, razni izvajalci, Jugoslavija 1978
- RTV Ljubljana, (KD 0500, Cass, Comp, Stereo), Alenka Pinterič, VELIKE BESEDE, Dnevi Slovenske zabavne glasbe Celje 78, razni izvajalci, Jugoslavija 1978
- RTV Ljubljana, Edvin Fliser in Alenka Pinterič, KRAŠOVC ( SD 0195, Vinyl, 7", Stereo),  Popevka vesele jeseni Maribor78, Jugoslavija 1978
- RTV Ljubljana, (KD 0571, Cass, Comp, Stereo), Alenka Pinterič, TRIMARIJA, Popevka Vesele jeseni 79, razni izvajalci, Jugoslavija 1979
- ZKP RTVL, (Cass, stereo), Alenka Pinterič & Edvin Fliser, ČE PRAVA JE LUBIEZN, Popevka Vesele jeseni 80, razni izvajalci, ( KD-0645), Jugoslavija 1980
- ZKP RTVL, (KD 0686, Cass, Comp, Stereo), Alenka Pinterič, LJUBIMCEV NOČ, Jugoslavija 1981
- ZKP RTVL, (KD 1530, Cass, Comp, Stereo), Alenka Pinterič, KRAŠOVC, Mortadela in druge pesmi s Primorske,razni izvajalci, Jugoslavija 1987
- ZKP RTVS, (Cass, Album), Alenka Pinterič, KRAŠOVC, Večne Melodije Zlati rog Laško 92, razni izvajalci, (KD-2159), Slovenija 1993
- Skakafci & Vlado Kreslin & Alenka Pinterič (Faust TV Rock and Roll Opera) Mačji Disk 006 – 1996
- ZKP RTVS – 104787,( CD, Comp) MOJMIR SEPE- MELODIJE ZA VSELEJ, Alenka Pinterič, STO MAJHNIH NEŽNOSTI, razni izvajalci, Slovenija 1998
- ZKP RTVS – 105357, (CD, Comp), JURE ROBEŽNIK- ŽIVLJENJE JE VRTILJAK, Alenka Pinterič, POVABI SREČO, razni izvajalci, Slovenija 1999
- ZKP RTVS – 325465, (Cass, Comp), JURE ROBEŽNIK- ŽIVLJENJE JE VRTILJAK, Alenka Pinterič, POVABI SREČO, razni izvajalci, Slovenija 1999
- HELIDON- 6150956 / 6750956 (CD, Cass, Comp), Zlata leta Vesele jeseni (Festivalske uspešnice 1962- 1979), Alenka Pinterič, KRAŠOVC, razni izvajalci, Slovenija 2000
- ZKP RTVS – 107016, SLOVENSKA POPEVKA(PRVIH ŠTIRIDESET), Alenka Pinterič, MINI, razni izvajalci, Slovenija 2002
- HELIDON – 6750980 (CD, Comp), POPEVKE SEDEMDESETIH, Alenka Pinterič, Dolgolasi Fant Iz Liverpoola (Long Haired Lower From Liverpool), razni izvajalci, Slovenija 2003
- ZKP RTVS, ( CD, Album), Alenka Pinterič & Tulio Furlanič, ZLATA ŠESTDESETA, Ema 2003, razni izvajalci, (107429), Slovenija 2003
- CROATIA RECORDS - 6CD 5648253, KAD JE ROCK BIO MLAD - PRIČA S ISTOČNE STRANE (1956-1970), Alenka Pinterič, VSE POVSOD MI JE LEPO, razni izvajalci, Croatia 2005
- CROATIA RECORDS - CD 5648307, KAD JE ROCK BIO MLAD CD5 – BEAT GOES ON 1, Alenka Pinterič i Zlatni Akordi, SVE SAM POKUŠALA DA TE ZAVOLIM, razni izvajalci, Croatia 2005
- ZKP RTVS – 109317 (CD, Comp), ATI SOSS – ČAS BEŽI KAKOR DIM, Alenka Pinterič, STAR KOVANEC, različni izvajalci, Slovenija 2006
- CROATIA RECORDS - 2CD 5792505, ZVUK ŠEZDESETIH 1960-1969, Alenka Pinterič in Mladi Levi , VSEPOVSOD MI JE LEPO, razni izvajalci, Croatia 2008
- Mr. Farmer – MRF-002, Covered - Pop, Beat, Soul & Rock 'n' Roll Cover Versions From Europe Volume 1, Alenka Pinterič,  ON JE TA FANT, razni izvajalci, 2017
- HELIDON - CD H17182 (CD, Comp, RE), Zlata leta Vesele jeseni (Festivalske uspešnice 1962- 1979), Alenka Pinterič, KRAŠOVC, razni izvajalci, Slovenija 2017

## Največje uspešnice
- Krašovc
- Sto majhnih nežnosti
- Povabi srečo
- Kolodvorska restavracija
- Štajerska lady
- Mini maxi
- Vedno sva pijana
- Lutke
- Daj le malo mi topline
- S kitaro in dolgimi lasmi
- Dolgolasi fant iz Liverpoola

- Čuj zašpilaj mi blues

## Nagrade in priznanja
- Mini ( glasba J. Privšek, besedilo G. Strniša, aranžma J. privšek), Ljubljana 1967 – 3. mesto, nagrada strokovne žirije
- Vsepovsod mi je lepo (glasba D.Tozon, besedilo M.Tozon, aranžma J. Robežnik), Ljubljana 1969 - 3. mesto, nagrada publike
- Velike besede ( glaba J. Lorbek, besedilo E. Budau, aranžma J. Gregorc), Celje 1978 – 3. mesto, nagrada mednarodne strokovne žirije, nagrada za najboljši aranžma
- Ključ sveta  ( glasba B. Rodošek, besedilo V.Gajšek, aranžma B. Rodošek), Maribor 1970 - 1. nagrada strokovne žirije, zlati klopotec za besedilo, najboljši aranžma
- Krašovc  (glasba A. Kersnik, besedilo M. Krapež, aranžma J. Golob), Maribor 1978 - Zlati klopotec, nagrada za najboljše besedilo

## Filmografija
- Stereotip (1997, celovečerni igrani film), ONKRAJ / leto 1971 /, Smrt v pragozdu, Pevka in njen šofer......